# Skansen Pszczelarski w Pszczelej Woli
Skansen Pszczelarski w Pszczelej Woli – muzeum (skansen) położone w Pszczelej Woli (powiat lubelski). Placówka działa przy tutejszym Zespole Szkół Rolniczych Centrum Kształcenia Praktycznego.
Skansen znajduje się na terenie parku, przylegającego do dworku Rohlandów. Jego otwarcie miało miejsce w 1973 roku, a w uroczystości uczestniczył prof. Antoni Demianowicz. Na zbiory muzeum składają się ule z terenów Lubelszczyzny, wynajdywane podczas szkolnych rajdów i wycieczek. Najstarszy z eksponatów pochodzi z XVIII wieku. Ponadto eksponowane są maszyny i urządzenie pszczelarskie: naczynia na miód, narzędzia bartne, prasy do miodu, miodarki drewniane itp.